# Macduff (personaje)
Lord Macduff es un personaje ficticio de la obra de William Shakespeare, Macbeth (c.1603-1607), que se basa libremente en la historia. Siendo el thane de Fife y un héroe legendario, interpreta un papel fundamental en la obra: sospecha de Lord Macbeth de regicidio y finalmente lo mata en el acto final. Puede ser visto como el héroe vengador que ayuda a salvar a Escocia de la tiranía de Macbeth en la obra.
El personaje se conoce por primera vez de Chronica Gentis Scotorum (finales del siglo XIV) y Orygynale Cronykil de Escocia (principios del siglo XV). Shakespeare se basó principalmente en las Crónicas de Holinshed (1587).
Aunque se caracteriza esporádicamente a lo largo de la obra, Macduff sirve como un frustrante para Macbeth y una figura de moralidad.

## Papel en la obra
Lord Macduff habla por primera vez en la obra en el Acto I, Escena III al portero borracho que informe a su deber de despertar al rey Duncan cuando él está durmiendo por la noche en el castillo de Lord Macbeth. Cuando descubre el cadáver del rey Duncan (asesinado por Macbeth, pero parece que los guardias cercanos son culpables, ya que Macbeth, por insistencia de Lady Macbeth, les quitó el cuchillo y los untó con la sangre de Duncan), levanta una alarma e informa al castillo que el rey ha sido asesinado. Macduff comienza a sospechar de Macbeth de regicidio cuando Macbeth dice: "Oh, sin embargo, me arrepiento de mi furia / de que los maté" (2.3.124–125). El nombre de Macduff no aparece en esta escena; más bien, Banquo se refiere a él como "Querido Duff" (2.3.105).
En Macbeth se fue a Scone, la antigua ciudad real donde los reyes escoceses fueron coronados. Macduff, mientras tanto, se encuentra con Ross y un viejo. Él revela que no asistirá a la coronación de Macbeth y que en cambio regresará a su hogar en Fife. Sin embargo, Macduff huye a Inglaterra para unirse a Malcolm, el hijo mayor del fallecido rey Duncan, y lo convence de regresar a Escocia y reclamar el trono.
Macbeth, mientras tanto, visita a las tres brujas nuevamente después de que el espectro de Banquo aparece en el banquete real. Las brujas advierten a Macbeth que "tenga cuidado con Macduff, tenga cuidado con el Thane de Fife" (4.1.81–82). Sin embargo, informan a Macbeth que, "El poder del hombre, para ninguna mujer nacida / Dañará a Macbeth" (4.1.91–92), lo que lleva a inferir que ningún humano podría derrotar a Macbeth. Macbeth, temiendo por su posición como rey de Escocia, se entera poco después de que Macduff ha huido a Inglaterra para tratar de levantar un ejército contra él y ordena la muerte de su esposa Lady Macduff, sus hijos y parientes. Macduff, que todavía está en Inglaterra, se entera de la muerte de su familia a través de Ross, otro thane escocés. Se une a Malcolm y regresan a Escocia con sus aliados ingleses para enfrentarse a Macbeth en el castillo de Dunsinane.
Después de que Macbeth mata al joven Siward, Macduff entra al castillo principal y se enfrenta a Macbeth. Aunque Macbeth cree que no puede ser asesinado por ningún hombre nacido de una mujer, pronto se da cuenta de que Macduff fue "del útero de su madre / desgarrado inoportunamente" (5.10.15–16), lo que significa que Macduff nació por cesárea. Los dos pelean y Macduff mata a Macbeth degollando su cabeza fuera del escenario. Macduff finalmente presenta la cabeza de Macbeth a Malcolm, llamándolo rey y pidiendo a los otros thanes que declaren su lealtad con él (5.11.20-25).

## Orígenes
La trama general que serviría de base para la obra se ve por primera vez en los escritos de dos cronistas de la historia escocesa, John de Fordun, cuya prosa Chronica Gentis Scotorum comenzó alrededor de 1363, y Andrew del verso escocés de Wyntoun Orygynale Cronykil de Escocia, escrito antes de 1420. Estos sirvieron de base para el relato de las Crónicas de Holinshed (1587), en cuyas narraciones del Rey Duff y el Rey Duncan basaron en parte a Macbeth.
Históricamente, Duff fue un rey de Alba del siglo X. En el trabajo de John of Fordun, se describe que el reinado de Duff había sufrido una brujería generalizada. El Orygynale Cronykil sugiere que Duff fue asesinado. Debido al uso irlandés del tanistería , los descendientes inmediatos de Duff no se convirtieron en gobernantes de Alba, sino que se convirtieron en mormaers de Fife. Su clan, el Clan MacDuff, siguió siendo la familia más poderosa de Fife en la Edad Media.
En la narrativa de Holinshed, los atributos del Rey Duff se transponen al mormaer MacDuff de la era de Macbeth. Macduff aparece por primera vez en la narrativa de Holinshed sobre el Rey Duncan después de que Macbeth mató a este último y reinó como Rey de Escocia durante 10 años. Cuando Macbeth llama a sus nobles para que contribuyan a la construcción del castillo Dunsinane, Macduff evita la convocatoria, despertando las sospechas de Macbeth. Macduff abandona Escocia hacia Inglaterra para empujar al hijo de Duncan, Malcolm III de Escocia, a tomar el trono escocés por la fuerza. Mientras tanto, Macbeth asesina a la familia de Macduff. Malcolm, Macduff y las fuerzas inglesas marchan sobre Macbeth, y Macduff lo mata. Shakespeare sigue de cerca el relato de Holinshed sobre Macduff, y sus únicas desviaciones son el descubrimiento de Macduff del cuerpo de Duncan en 2.3, y la breve conferencia de Macduff con Ross en 2.4.
Las ruinas del castillo de Macduff se encuentran en el pueblo de East Wemyss al lado del cementerio.

## Análisis

### Macduff como una lámina para Macbeth
Como personaje secundario, Macduff le sirve de florete a Macbeth; Su integridad contrasta directamente con la perversión moral de Macbeth. En un intercambio entre el escocés Thano Lennox y otro señor, Lennox habla del vuelo de Macduff a Inglaterra y se refiere a él como "algún ángel santo" (3.6.46) que "pronto puede regresar a este nuestro país sufriente / Bajo un maldito a mano" (3.6.48–49). La obra posiciona a los personajes de Macduff y Macbeth como santos contra malvados.
El contraste entre Macduff y Macbeth se acentúa por sus enfoques de la muerte. Macduff, al enterarse de la muerte de su familia, reacciona con un dolor torturado. Sus palabras, "Pero también debo sentirlo como un hombre" (4.3.223), indican una capacidad de sensibilidad emocional. Mientras Macbeth y Lady Macbeth insisten en que la virilidad implica una negación de los sentimientos (1.7.45–57), Macduff insiste en que la profundidad emocional y la sensibilidad son parte de lo que significa ser hombre. Esta interpretación está respaldada por la reacción de Macduff al descubrir el cadáver de Duncan y el eco de las palabras de Macduff cuando Macbeth responde a la noticia de la muerte de Lady Macbeth. Macduff lucha por encontrar las palabras para expresar su ira y angustia, llorando: "¡Oh, horror, horror, horror" (2.3.59). Esto contrasta marcadamente con la famosa respuesta de Macbeth al anuncio de la muerte de su esposa: "Debería haber muerto en el futuro / Habría habido un momento para esa palabra / Mañana, mañana y mañana" (5.5.17–19 ) Las palabras de Macbeth parecen expresar una indiferencia brutal, ella habría muerto de todos modos, y tal vez incluso sugieren que él ha perdido la capacidad de sentir.

### Macduff como figura moral
Aunque Macduff llega a representar un tipo de "bondad" en el oscuro mundo de MacbethShakespeare también permite cierta inestabilidad en su personaje. Esto se hace más evidente en 4.3, cuando Macduff se une a Malcolm en Inglaterra. En esta escena, la obra se trasladó del tumulto en Escocia a Inglaterra. En el intercambio entre los dos escoceses, Malcolm está claramente en control y obliga a Macduff a examinar y reconciliar consigo mismo su propio código moral. En un momento de ironía dramática, Macduff comienza la conversación instando a Malcolm a luchar por Escocia en lugar de llorar, sin saber que Malcolm ya ha dispuesto el apoyo militar inglés (4.3.134–136). Malcolm manipula a Macduff, cuestiona su lealtad, facilita sus respuestas emocionales y prueba para ver cuánto puede comprometerse la moralidad de Macduff, y tal vez la audiencia. Malcolm retrata a Macbeth como un tirano, pero él también se posiciona, describe su propia voluptuosidad, la "cisterna sin fondo de [su] lujuria" (4.3.64) y su "avaricia incondicional" (4.3.79). Macduff debe decidir si puede aceptar a Malcolm como una alternativa a Macbeth. Pero Macduff no puede aceptar la presentación de Malcolm de sí mismo "¡Apto para gobernar! No, no para vivir". (4.3.103–104). Así que Malcolm reconoce que puede confiar en Macduff y se aclara "abjure / Las impurezas y las culpas que me impuse, / Para los extraños a mi naturaleza" (4.3.125–127). Esto muestra que, en lugar de hablar con sinceridad sobre sí mismo, Malcolm simplemente estaba probando a Macduff para ver dónde estaban las lealtades de Macduff.
Macduff también puede leerse como un precursor de la filosofía ética. La huida de Macduff desde Escocia es un "despertar espiritual", con una espiritualidad basada en la verdad, independientemente de lo que sea. Macduff constantemente reexamina sus valores. Al decidir dejar a su familia, Macduff abandona esos valores y paga amargamente por ello. Macduff se hace eco de los sentimientos de escritores como Platón y el posterior Thomas Hobbes, quienes afirman que la moral solo puede juzgarse en la medida en que una persona asuma la responsabilidad de sus acciones. Por lo tanto, debido a que acepta la carga de su decisión de dejar a su familia para la exploración política, las acciones de Macduff pueden justificarse.